# بنكل (إيران)
بُنْكِلُ (بالفارسية: بنکل) هي قرية تقع في قسم هوديان الريفي (مقاطعة دلغان) في إيران. يقدر عدد سكانها بـ 10 نسمة بحسب إحصاء 2016.